# رودي خاراميو
رودي خاراميو (بالإنجليزية: Rudy Jaramillo)‏ هو لاعب كرة قاعدة أمريكي، ولد في 20 سبتمبر 1950 في بيفيل في الولايات المتحدة.

## وصلات خارجية
- رودي خاراميو على موقع دوري كرة القاعدة الرئيسي (الإنجليزية)
- رودي خاراميو على موقعبيزبول رفرنس.كوم (الدوري الثانوي) (الإنجليزية)